# Вулиця Кірова (Донецьк)
Вулиця Кірова — одна з головних вулиць міста Донецька. Розташована між вулицею Мукомольною та вулицею Джанкойською.

## Історія
Вулиця отримала назву на честь радянського державного і політичного діяча Сергія Кірова.

## Опис
Вулиця Кірова починається у Ленінському районі, від вулиці Мукомольної, і завершується в Кіровському районі вулицею Джанкойською. Загальна протяжність вулиці складає близько 19 км.

## Транспорт
Вулицею курсують автобусні маршрути № 8, 12, 22А, 41, 41А, 42, 64, 66, 73.